# Jonathan Potts
Pour les articles homonymes, voir Potts.
Jonathan Potts, né le 17 juillet 1961 à Toronto, est un acteur canadien.

## Filmographie

### Cinéma
- 1995 : Butterbox Babies de Don McBrearty : Lester Wilson
- 1995 : When Night Is Falling de Patricia Rozema : Hang Glider #1
- 1997 : Trafic à haut risque (Lethal Tender) de John Bradshaw : Pogo
- 1997 : Hostile Intent de Jonathan Heap : agent de l'ATF
- 1999 : Résurrection (Resurrection) de Russell Mulcahy : inspecteur Moltz
- 2000 : Sexe Intentions 2 (Cruel Intentions 2) (vidéo) de Roger Kumble : Directeur adjoint Steve Muller
- 2001 : Jason X de James Isaac : Professeur Lowe
- 2004 : Beyblade: The Movie - Fierce Battle (vidéo) de Toshifumi Kawase : Henry / Shadow Blader #4 (voix)
- 2016 : Rupture de Steven Shainberg : Blake

### Télévision

#### Séries télévisées
- 1987 : B.C.B.G. (Beverly Hills Teens) : Troy (voix)
- 1989 : Captain N (Captain N: The Game Master) : voix additionnelles
- 1989 : Princesse Zelda : Link (voix)
- 1989 : Super Mario Bros. (The Super Mario Bros. Super Show!) : Link (voix)
- 1990 : Captain N & the Adventures of Super Mario Bros. 3 : Link (voix)
- 1991 : Conspiracy of Silence : Jim Houghton
- 1991 : Swamp Thing : Delbert
- 1991 : Captain N and the New Super Mario World : Link (voix)
- 2008 : Le Mystère Andromède (Andromeda Strain)
- 2017 : Top Wing : Toutes ailes dehors ! : Farmer la chèvre

#### Téléfilms
- 1987 : Bluffing It
- 1992 : The Sound and the Silence : Douglas McCurdy
- 1994 : The Counterfeit Contessa : Floyd
- 1997 : Balls Up : Ken
- 1997 : Jamais sans toi (When Innocence Is Lost) : Peter Hess
- 1997 : Color of Justice : D.A. Trainee
- 1998 : The Fixer de Charles Robert Carner : Bob Danridge
- 1999 : Le justicier reprend les armes (Family of Cops III: Under Suspicion) de Larry Sheldon : Sam
- 1999 : The Jesse Ventura Story : Dean
- 2000 : Sexe et Madame X (Sex & Mrs. X) : Rick Stockwell
- 2001 : Passion et Préjudice (Passion and Prejudice) : Andrew Williams
- 2002 : Torso: The Evelyn Dick Story : Sergent Preston
- 2003 : Deacons for Defense (en) : Garrison
- 2003 : The Elizabeth Smart Story : Chris Thomas
- 2013 : Le Secret de Clara (Clara's Deadly Secret) d'Andrew C. Erin (en) : Arnold